# Bryoptera phileas
Bryoptera phileas là một loài bướm đêm trong họ Geometridae.